# 寿都警察署
寿都警察署（すっつけいさつしょ）は、北海道警察函館方面本部が管轄する警察署の一つである。

## 所在地
- 北海道寿都郡寿都町字渡島町82

## 管轄区域
- 寿都郡寿都町、黒松内町
- 島牧郡島牧村

## 沿革
- 1877年 - 函館警察署中歌巡査出張所として発足
- 1879年 - 函館警察署寿都分署となる
- 1926年 - 寿都警察署に昇格
- 1948年 - 警察法施行に伴い、寿都地区警察署と寿都町警察署の自治体警察署に分離
- 1954年 - 警察法の改正により北海道警察に統合され函館方面寿都警察署となる
- 2024年 - 北海道警察が「2026年度に小規模の警察署を統合する方針である」と発表。そのうち寿都警察署は岩内警察署に統合され、現在の寿都警察署の管轄自治体が「函館方面本部」から「札幌方面本部」に変更になる予定[1]。

## 組織
- 署長（警視）
- 副署長兼警務課長（警視）
- 警務課（警務係、犯罪被害者支援係、相談係、管理係）
- 会計係
- 刑事・生活安全課（生活安全係、刑事係）
- 地域・交通課（地域係、交通係）
- 警備課（警備係）

## 駐在所
括弧内は所在地を表す。なお、管轄自治体に交番はなく、寿都警察署が「署所在地交番」を兼ねる。

### 寿都町
- 磯谷駐在所（寿都郡寿都町字能津登56）
- 湯別駐在所（寿都郡寿都町字湯別町下湯別86-2）

### 黒松内町
- 黒松内駐在所（寿都郡黒松内町字黒松内281-11）
- 白井川駐在所（寿都郡黒松内町字白井川17-65）

### 島牧村
- 島牧駐在所（島牧郡島牧村字泊83-79）
- 本目駐在所（島牧郡島牧村字本目88-2）